# Udo Voigt
Udo Voigt (ur. 14 kwietnia 1952 w Viersen, zm. 17 lipca 2025) – niemiecki polityk, od 1996 do 2011 przewodniczący Narodowodemokratycznej Partii Niemiec (NPD), poseł do Parlamentu Europejskiego VIII kadencji.

## Życiorys
Urodził się w rodzinie członka Sturmabteilung (SA), który po 1945 pracował jako kierowca. W wieku 16 lat wstąpił do NPD, był jej przewodniczącym w okręgu Freising (1978–1992). Od 1972 do 1984 służył w siłach powietrznych Bundeswehry, stacjonując m.in. w USA i Grecji. Z powodu odmowy rezygnacji z członkostwa w NPD nie został dopuszczony do służby zawodowej. Po odejściu z armii kształcił się w Hochschule für Politik München, pracował m.in. jako przedsiębiorca.
W połowie lat 80. wybrano go do zarządu federalnego NPD, później objął przewodnictwo nad regionem bawarskim partii. Na kongresie w Bad Dürkheim w 1996 niewielką większością głosów został wybrany na nowego przewodniczącego NPD. Zastąpił na tej funkcji Güntera Deckerta. W marcu 2002 i w październiku 2004 przedłużano mu kadencję zdecydowaną większością głosów w tym na kongresach w Königslutter i Leinefelde-Worbis. Partią kierował nieprzerwanie przez piętnaście lat do 2011. Ugrupowanie pod jego przywództwem prowadziło ofensywę ideologiczną w tzw. nowych landach. Partia uzyskiwała mandaty w landtagach Saksonii i Meklemburgii. Udo Voigt wywalczył w 2006 jeden z trzech mandatów NPD w radzie okręgu administracyjnego Treptow-Köpenick, obejmując obowiązki przewodniczącego klubu radnych partii.
W 2014 został liderem listy wyborczej NPD w wyborach europejskich przeprowadzanych po raz pierwszy bez obowiązującego progu wyborczego. Wynik na poziomie 1% pozwolił na uzyskanie jednego miejsca w Parlamencie Europejskim VIII kadencji, który obsadził Udo Voigt.

## Życie prywatne
Zamieszkał w dzielnicy Köpenick. Był żonaty i bezdzietny. Jako oficer rezerwy został członkiem związku żołnierzy Bundeswehry (Deutscher Bundeswehrverband), który w 2008 podjął starania o wykluczenie go z tego grona.

## Poglądy i konsekwencje prawne

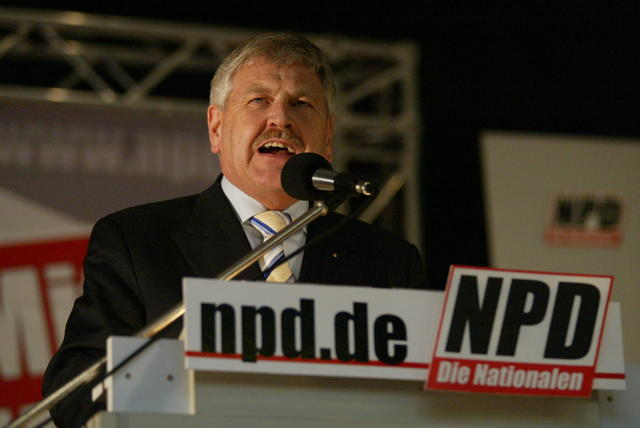
Udo Voigt podczas partyjnego wiecu w 2006

Udo Voigt głosił poglądy wymierzone w porządek prawny RFN, nie stroniąc od wypowiedzi nacjonalistycznych, ksenofobicznych i relatywizujących zbrodnie III Rzeszy, w szczególności Zagładę Żydów. W 2003 sąd w Stralsundzie wszczął postępowanie przeciwko Voigtowi za nawoływanie podczas kampanii w 1998 do zbrojnego oporu przeciwko systemowi politycznemu RFN. W wywiadzie dla pisma „Junge Freiheit” z 2004 nazwał Adolfa Hitlera „wielkim niemieckim mężem stanu”, a RFN „bezprawnym systemem”. Podczas demonstracji w Jenie w 2007 zaproponował przyznanie Rudolfowi Hessowi pokojowej nagrody Nobla.
W marcu 2007 wziął udział w obchodach na cześć zabitych żołnierzy SS w Budapeszcie, gdzie część działaczy NPD wznosiła nazistowskie pozdrowienia. Sam Udo Voigt nazwał nazistowskie pozdrowienie „pozdrowieniem pokoju”, które po 60 latach od upadku III Rzeszy powinno jego zdaniem zostać zalegalizowane. W grudniu 2007 udzielił irańskiej stacji telewizyjnej wywiadu, w którym powątpiewał w liczbę ofiar Holocaustu, twierdząc, że mogło być „najwyżej 340 tys. ofiar śmiertelnych KL Auschwitz”. W związku z tą wypowiedzią przewodniczący komisji spraw wewnętrznych Bundestagu Sebastian Edathy zapowiedział złożenie zawiadomienia o przestępstwie. W 2005 porównał bombardowanie Drezna w czasie II wojny światowej do Holocaustu. W innym z wywiadów z 2007 zażądał od Polski zwrotu Pomorza, Prus Zachodnich, Prus Wschodnich i Śląska, a od Rosji Królewca.
W 2009 został w pierwszej instancji skazany na karę pozbawienia wolności z warunkowym zawieszeniem jej wykonania za podżeganie do nienawiści rasowej w związku z obrazą czarnoskórego niemieckiego piłkarza Patricka Owomoyeli. Po odwołaniu się od tego wyroku został w 2011 prawomocnie uniewinniony. W 2012 orzeczono wobec niego karę pozbawienia wolności z warunkowym zawieszeniem jej wykonania oraz karę grzywny za gloryfikowanie Waffen-SS podczas partyjnego zjazdu w 2010.